# Аппер-Скаджит
Аппер-Скаджит (англ. Upper Skagit Indian Reservation) — индейская резервация, расположенная на Северо-Западе США в северо-западной части штата Вашингтон.

## История
До прибытия европейцев верхние скаджиты занимали земли вдоль реки Скаджит, начиная от современного города Маунт-Вернона на западе и до Ньюхалема на востоке. Вожди верхних скаджитов были в числе других индейских лидеров, подписавших договор Пойнт-Эллиота в 1855 году. Согласно договору, индейские племена уступали американскому правительству огромные территории, в обмен им выплачивалась небольшая сумма денег и гарантировались федеральные услуги в области здравоохранения, образования и социального обеспечения, а также прерогатива охотиться и ловить рыбу в их традиционных местах.
Верхние скаджиты не получили собственной резервации в результате этого договора и отказались переселяться к другим прибрежным салишам. 23 сентября 1968 года окончательное судебное решение предписало присудить племени 385 471,42 доллара за потерянную землю.  Верхние скаджиты получили официальное федеральное признание 4 декабря 1974 года, а спустя почти семь лет, 10 сентября 1981 года, была создана резервация Аппер-Скаджит.

## География
Территория резервации состоит из трёх отдельных небольших участков земли в западной части округа Скаджит. Самый большой участок, расположен к северо-востоку от города Седро-Вулли, в то время как меньшие участки находятся западнее, примерно на полпути между Сиэтлом и Ванкувером. Общая площадь Аппер-Скаджит, включая трастовые земли (3,125 км²), составляет 3,596 км². 

## Демография
По данным федеральной переписи населения 2000 года, в резервации проживало 238 человек.
В 2019 году в резервации проживало 285 человек. Расовый состав населения: белые — 16 чел., афроамериканцы — 2 чел., коренные американцы (индейцы США) — 186 чел., азиаты — 0 чел., океанийцы — 10 чел., представители других рас — 5 чел., представители двух или более рас — 66 человек. Плотность населения составляла 79,25 чел./км².

## Комментарии
1. ↑  Сам населённый пункт не входит в состав резервации, а является лишь штаб-квартирой племени.